# لويس أندريس فارغاس غوميز
لويس أندريس فارغاس غوميز هو ناشط حقوق الإنسان ومحامي ودبلوماسي كوبي، ولد في 14 مايو 1915 في هافانا في كوبا، وتوفي في 13 يناير 2003 في كورال غيبلز في الولايات المتحدة.